# Anatoli Diatlov
Anatoli Stepanovici Diatlov (în rusă Анатолий Степанович Дятлов; n. 3 martie 1931, Atamanovo⁠(d), Krasnoiarsk, Rusia – d. 13 decembrie 1995, Kiev, Ucraina) a fost inginer șef la centrala nucleară de la Cernobîl și supraveghetorul experimentului care a dus la dezastrul de la Cernobîl.
Diatlov s-a născut în anul 1931 în satul Atamanovo, ținutul Krasnoiarsk din Rusia de astăzi (pe atunci RSFS Rusă din Uniunea Sovietică); în 1959 a absolvit Institutul de Inginerie Fizică Moscova. După absolvire, a lucrat într-o instalație de construcții navale în Komsomolsk pe Amur la montarea de reactori nucleari pentru propulsia submarinelor. În 1973 s-a mutat la Prîpeat, RSS Ucraineană, pentru a lucra la Centrala Nucleară de la Cernobîl.
La data de 26 aprilie 1986, Diatlov supraveghea un test de securitate la reactorul 4 al centralei nucleare de la Cernobîl. Din cauza unei erori, reactorul 4 a explodat, ceea ce a dus la accidentul nuclear de la Cernobîl, cel mai mare accident nuclear din istorie. În 1987 a fost condamnat la 10 ani de închisoare pentru eroarea pe care a comis-o. Diatlov a murit de insuficiență cardiacă în 1995.